# Sykes' kuifleeuwerik
Sykes' kuifleeuwerik (Galerida deva) is een zangvogel uit de familie Alaudidae (leeuweriken). De Nederlandse naam verwijst naar de Britse onderzoeker William Henry Sykes die deze vogel in 1832 voor het eerst beschreef.

## Verspreiding en leefgebied
Deze soort is endemisch in centraal India.

## Status
De grootte van de populatie is niet gekwantificeerd maar de soort wordt omschreven als plaatselijk algemeen. Op de Rode lijst van de IUCN heeft deze soort de status niet bedreigd.